# Miriquidi
Als Miriquidi und Mircwidu bezeichnete der frühmittelalterliche Historiograph Thietmar von Merseburg (Chron. 6, 10; 8, 28) das Erzgebirge und einen Teil des zu der Zeit bewaldeten Vorlandes und einen Wald an der niederländischen Merwede, einem Flussarm der Maas. Lateinisch Miriquidi silva bedeutet zu Deutsch „Dunkel-, Finsterwald“. Thietmar reflektiert mit den volkssprachigen altniederdeutschen (altsächsischen) Begriffen Miriquidi, Mircwidu ältere Benennungsmotive aus Mythen und Sagen für einen Ur- und Grenzwald. In Gestalt und Lautung verbinden sich die beiden Namensformen mit Belegen des übrigen Namenschatzes (Onomastikum) innerhalb der Germania.

## Namenkundliches
Als Grundform der Namen liegt eine zweigliedrige Komposition vor, die aus den Formen germanisch *merkwaz (altsächsisch mirki, altenglisch mierce), deutsch Dunkel und *wiðuz, deutsch Baum, Holz, Wald gebildet ist. Den altenglischen und sächsischen Belegen kommt im ersten Glied eine Bedeutungserweiterung von „böse“ bei. Die analoge gutbelegte altnordische Form Myrkviðr erscheint in der hochmittelalterlichen isländisch-norwegischen Sagaliteratur und in Texten der Edda.

## Historische Belege
Thietmar erwähnt in der Stelle Chron. 6, 10 den Miriquidi im Kontext des ersten Feldzugs des ostfränkischen Königs und späteren römisch-deutschen Kaisers Heinrich II. gegen den polnischen Fürsten und späteren König Bolesław I. Chrobry im Sommer des Jahres 1004. Heinrich entschied sich über das Erzgebirge in Böhmen einzuziehen und die Burg Saaz zu erobern. In der Stelle Chron. 8, 28 erwähnt er, dass der Graf Dietrich III. von Holland im Jahr 1018 im Mircwidu östlich von Dordrecht bei Sliedrecht sich widerrechtlich ein größeres Gehöft/Gut angeeignet hat und die Enteigneten sich beim nunmehrigen Kaiser Heinrich ob der „ruchlosen Tat“ beschwerten. Der älteste Beleg des Miriquidi im konkreten Bezug zur Erzgebirgsregion datiert auf das Jahr 974 in der Form Miriquido. Kaiser Otto II. (CDS 1,1, 19) schenkte der Stiftung Merseburg einen Wald, oder ein Waldgebiet im Gau Chutizi zwischen der Saale und der Mulde, der Miriquidi genannt wird.

## Rezeption
Der (Ur)Wald als Grenze findet sich für die Germania magna bei den antiken Geographen und Geschichtsschreibern wie durch Tacitus in dessen Beschreibung des Hercynia silva. Dieser „hercynische Wald“ stellte – mit dem Erzgebirge als ein Teilstück dessen – für den germanischen Kulturraum ein bedeutendes topographisches Objekt dar, dessen Einfluss sich in der geistigen Kultur wie in der Komposition von Mythen, Sagen und Vorstellungen bis in das nord-west-europäische Hochmittelalter niederschlug – der dunkle, schwerdurchdringliche, gefahrenbergende Wald. Die Phrase in der eddischen Lokasenna, Strophe 42 „er Muspelz synir ríða Myrkvið yfir“ („wenn Muspels Söhne über (durch) den Myrkwid reiten“) wird als Darstellung des Hercynischen Waldes gesehen. Eine weitere Rezeption in den nordischen Quellen des Miriquidi-Mirkwidu-Myrkviðr als ausgesprochener Grenzwald findet sich  aus der Sagaliteratur in der Hlöðskviða („Hunnenschlachtlied“) als Völkerscheide zwischen Goten und Hunnen. Wolfgang Haubrichs vermutet bei dem Beleg Mircwidu bei Dordrecht an eine volksetymologische Abwandlung Thietmars aus Meri-widu (Merwede) zu deutsch „Moor- oder Sumpfwald“ auf Grund einer Beeinflussung Thietmars aus dessen Kenntnis der Mythen und der Heldensage. Im 11. Jahrhundert erscheint dieser Moorwald namentlich neben dem Flussnamen als flumen et silva Merewido. Zu Thietmars Belegen ist der holsteinische frühmittelalterliche Grenzwald altsächsisch „Isarnho“ (altdänisch Jarnvið) vergleichend zu stellen, der Sachsen, Dänen und Warnen gegeneinander abgrenzte.
Sowohl Thietmars Verwendung und Erwähnung des traditionellen Begriffs wie die Rezeption in der eddischen und Sagaliteratur (12. bis 13. Jahrhundert) zeigen die Funktion des Waldes als eine Scheide der realen Welt, von Siedlungsräumen und Völkern. In der geistigen Kultur als ein Motiv in der fiktionalen mündlichen und verschriftlichten Überlieferung die wiederum aktiv einflussnehmend bei der Benennung von Örtlichkeiten und Landmarken mitwirkte.